# 디 아워
《디 아워》(The Hour)는 영국 BBC에서 방송된 TV 드라마이다.